# St. Gertraud (Passau)

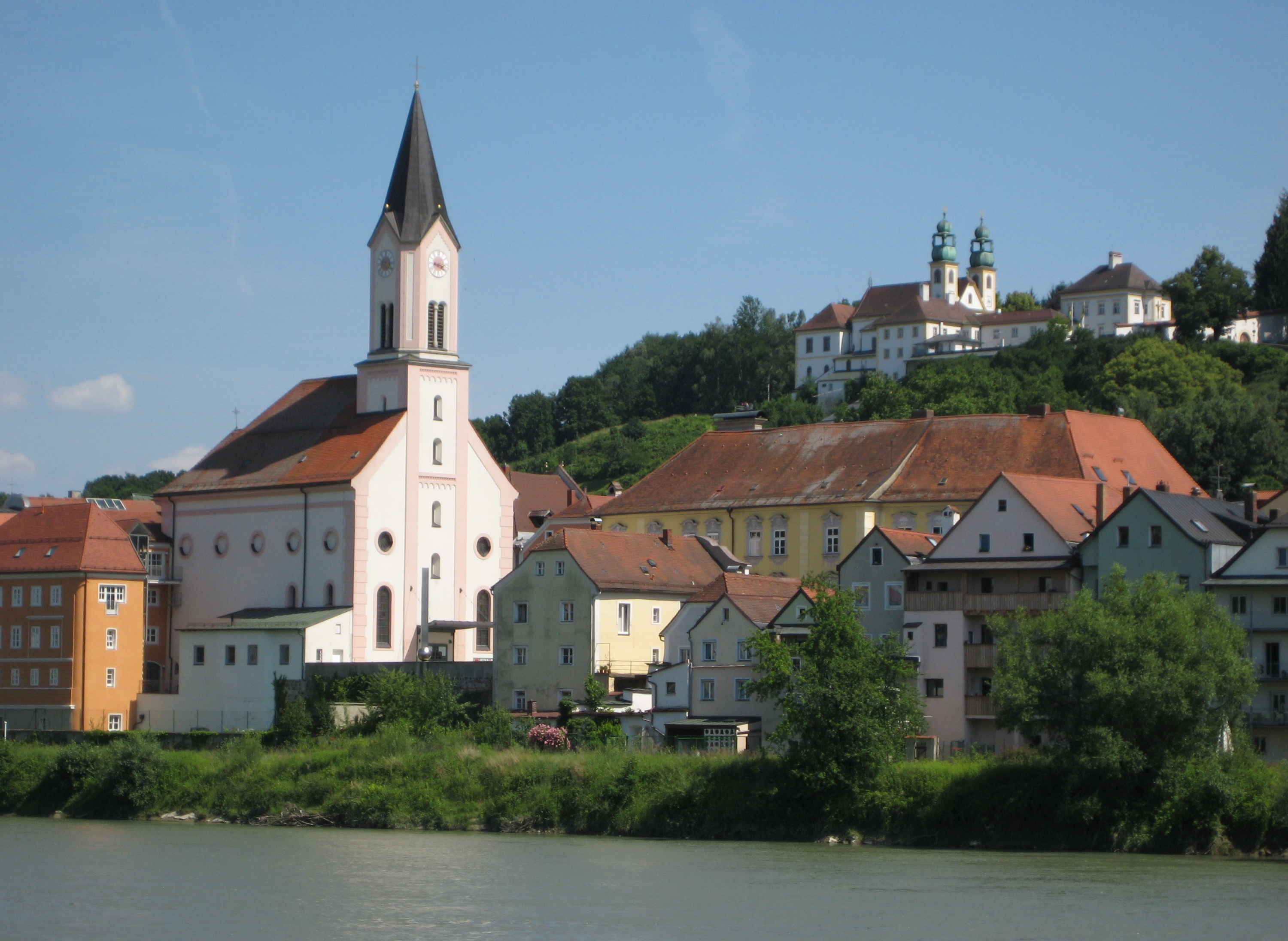
St. Gertraud mit Mariahilf im Hintergrund

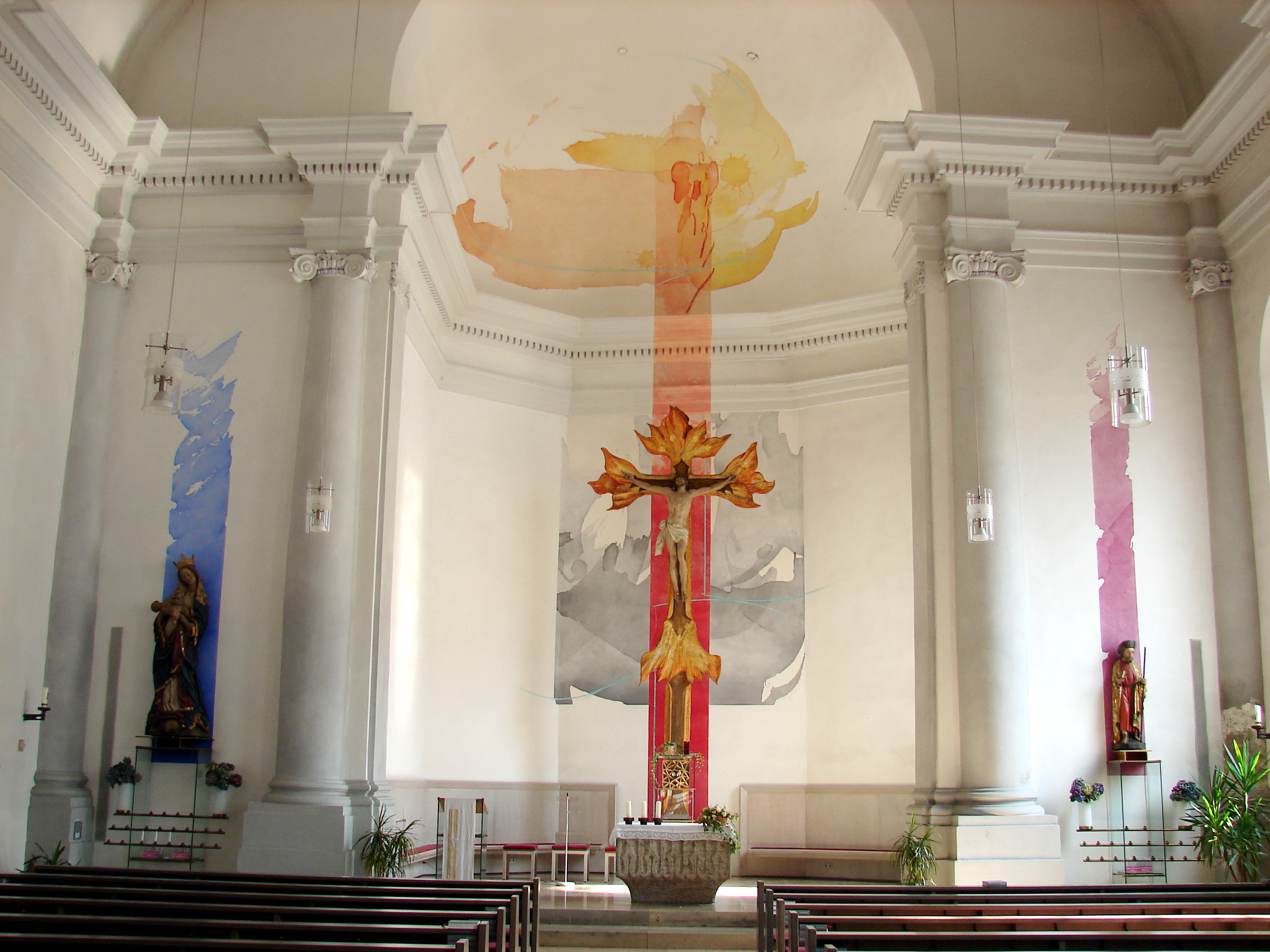
St. Gertraud: Innenraum

St. Gertraud ist eine Kirche im Passauer Stadtteil Innstadt nahe dem Innufer. Sie ist seit 1787 Sitz der römisch-katholischen Pfarrei Passau-Innstadt, zu der auch die heutige Filialkirche St. Severin gehört.

## Beschreibung
Die St.-Gertraud-Kirche war ursprünglich die Spitalkirche des 1301 gegründeten Spitals St. Gertraud.
Im Jahr 1787 wurde der Sitz der Innstadtpfarrei von St. Severin  nach St. Gertraud verlegt, seit 1968 ist St. Gertraud auch offiziell Pfarrkirche. Die Pfarrei Passau-Innstadt behielt jedoch weiterhin das Patronat St. Severin.
Beim Stadtbrand 1809 erlitt die St.-Gertraud-Kirche schwere Schäden und wurde 1815/1816 von Augustin Allgeyer und dem Bildhauer Christian Jorhan dem Jüngeren im Stil des Klassizismus wiederaufgebaut.
Bemerkenswert sind die sogenannte Severins-Madonna, ein spätgotisches Schnitzwerk von 1450, die gotische Figur St. Severin und das Ölbildnis Anbetung der Hirten von Jan Cossiers von 1630. Die sonstige Ausstattung ist modern und stammt von Leopold Hafner.

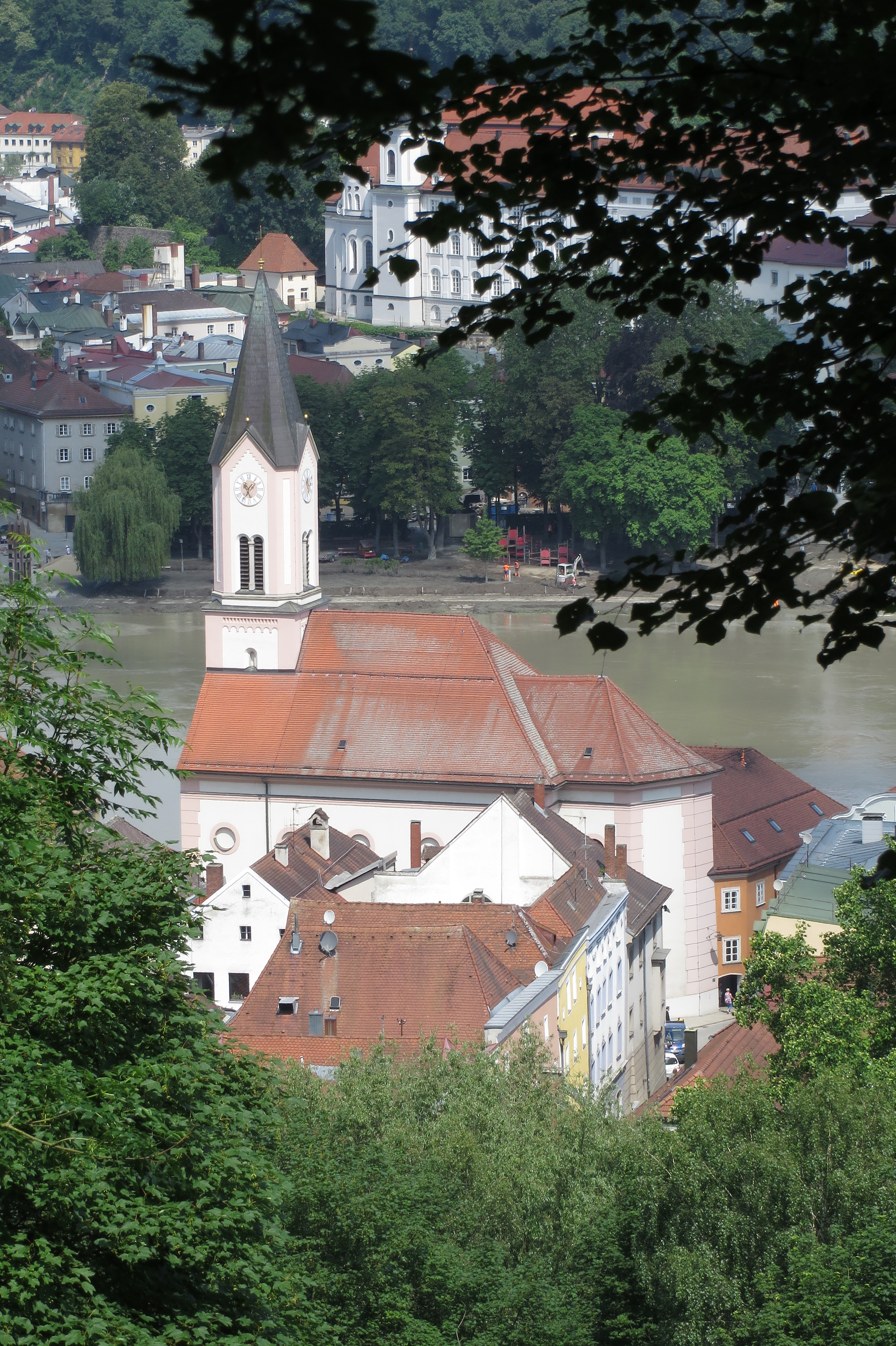
Die Kirche am Ufer des Inn